# Killer Samurai
Killer Samurai (大菩薩峠?, Dai-bosatsu Tōge) è un film del 1966 diretto da Kihachi Okamoto.

## Trama
Ryunosuke è un samurai sociopatico senza compassione o scrupoli. Quando è programmato per un incontro di esibizione nella sua scuola di spada, la moglie del suo avversario implora Ryunosuke di lanciare l'incontro, proponendo di fargli ottenere favori sessuali in cambio. Ryunosuke accetta la sua offerta, ma uccide suo marito durante lo scontro. Nel corso del tempo, Ryunosuke viene inseguito dal fratello dell'uomo che ha ucciso, allenandosi con il maestro schermidore Shimada.

## Accoglienza
A causa dell'elevata violenza, il secondo dei tre film della trilogia prevista non si fece più, il che spiega il finale aperto della pellicola.